# Bella Thorne
Bella Thorne (* 8. Oktober 1997 in Pembroke Pines, Florida als Annabella Avery Thorne) ist eine US-amerikanische Schauspielerin, Regisseurin und Sängerin.

## Leben
Bella Thorne wurde im Oktober 1997 als jüngstes von vier Kindern in Pembroke Pines im US-Bundesstaat Florida geboren. Thornes Vater starb, als sie neun Jahre alt war, was die Familie in finanzielle Schwierigkeiten brachte. Thorne zufolge nahm sie die Schauspielerei ab diesem Zeitpunkt besonders ernst, um so die Familie unterstützen zu können. Ihre drei Geschwister sind mittlerweile auch alle Schauspieler oder Models. Im April 2010 gab Thorne bekannt, dass sie an Dyslexie leidet. Sie wurde in der Schule aufgrund dieser Einschränkung gemobbt und wurde daher zeitweise zu Hause unterrichtet. Thorne gab außerdem 2018 in einem Video auf Instagram an, bis zum Alter von 14 Jahren regelmäßig sexuell missbraucht worden zu sein. Details zur Identität des Täters nannte sie nicht.

### Karriere
Die erste Rolle hatte Thorne im Film Unzertrennlich (2003). Seitdem trat sie in vielen Filmen und Serien auf, darunter Jimmy Kimmel Live!, Entourage, O.C., California, October Road, und spielte in fünf Episoden die Rolle der Margaux Darling in Dirty Sexy Money.
2008 spielte sie zusammen mit Christian Slater in der kurzen Fernsehserie My Own Worst Enemy mit. In der Webserie Little Monk, die die Figuren aus Monk als Kinder zeigt, spielte sie die Rolle der Wendy. In der vierten Staffel von Big Love ersetzte sie Jolean Wejbe in der Rolle von Bill Henricksons Tochter Tancy „Teeny“ Henrickson.
Sie modelt unter anderem für Sears. Von 2010 bis 2013 war Thorne in der Rolle der Cecelia „Cece“ Jones in der Disney Channel Original Series Shake It Up – Tanzen ist alles zu sehen. Gemeinsam mit Zendaya stand sie 2011 für den Disney Channel Original Movie Beste FReinde vor der Kamera. Nach Einstellung der Serie war Thorne vermehrt in Kinospielfilmen wie Urlaubsreif, R.L. Stine – Darf ich vorstellen: Meine Geisterfreundin, Die Coopers – Schlimmer geht immer und DUFF – Hast du keine, bist du eine zu sehen. Darüber hinaus hatte sie Gastauftritte in verschiedenen Fernsehserien.
Im Mai 2014 veröffentlichte sie das Lied Call It Whatever, welches auf der im November 2014 veröffentlichten EP Jersey enthalten ist.
Von April 2017 bis Juni 2018 verkörperte Thorne die Hauptrolle der Paige Townsen in der Freeform-Dramaserie Famous in Love, die auf dem gleichnamigen Roman von Rebecca Serle basiert. Ebenfalls 2017 war sie in den Spielfilmen You Get Me, Amityville: The Awakening, The Babysitter und Keep Watching zu sehen. 2018 übernahm Thorne an der Seite von Patrick Schwarzenegger in dem Liebesfilm Midnight Sun – Alles für Dich die Rolle der Katie Price.
2019 feierte Thorne ihr Regiedebüt, als sie den pornografischen Kurzfilm Her & Him produzierte. Auch das Drehbuch stammte von ihr. Der Film wurde für die Pornowebsite Pornhub produziert. Eine der beiden Hauptrollen übernahm die Pornodarstellerin Abella Danger. Danger war auch zwei Jahre später im Musikvideo zu Thornes Song Shake It zu sehen. In dem Video werden Danger und Thorne beim Sex dargestellt. Die Videoplattform Youtube stufte einige Szenen als zu explizit ein, weshalb das Musikvideo bereits kurz nach seinem Erscheinen gesperrt wurde. Thorne reagierte verärgert auf die Sperrung und mutmaßte, dass diese nur erfolgte, weil es sich um Sexszenen zwischen zwei Frauen handelt. Hätte Thorne dieselben Szenen mit einem Mann gedreht, hätte dies ihrer Ansicht nach wohl kaum derartige Konsequenzen nach sich gezogen.

### Privates
Thorne ist pansexuell und polyamorös. Sie lebt in Los Angeles, Kalifornien. Bella Thorne verlobte sich Anfang 2021 mit dem italienischen Sänger Benjamin Mascolo, mit dem sie seit 2019 in einer Beziehung war. Noch vor der Hochzeit gab das Paar im Juni 2022 seine Trennung bekannt. Seit Mai 2023 ist Thorne mit dem britischen Unternehmer Mark Emms verlobt.
2019 wurde Thorne Opfer eines Hackers, der sich Zugang zu privaten Nacktbildern von ihr verschaffte und versuchte, Thorne mit diesen zu erpressen. Als Reaktion darauf veröffentlichte Thorne die Fotos selbst auf Twitter. Die Schauspielerin Whoopi Goldberg kommentierte dieses Ereignis in einer Talkshow und gab Thorne dabei eine Mitschuld an der Erpressung. Wenn man berühmt ist, dürfe man einfach keine Nacktfotos von sich aufnehmen, so Goldberg. Thorne kritisierte Goldberg daraufhin scharf und bezeichnete diese Sicht auf die Dinge als „krank“ und „eklig“. Die Journalistin Sandra Song bezeichnete Goldbergs Kommentar im Paper Magazine als „Slutshaming“.
Zivilgesellschaftlich engagiert sich Thorne als Botschafterin für die Non-Profit-Organisation amfAR, die sich für HIV-Prävention einsetzt. Sie unterstützt außerdem PETA und war 2024 Teil einer Videokampagne der Tierrechtsorganisation gegen SeaWorld.

## Kontroverse um OnlyFans-Kanal
Am 19. August 2020 eröffnete Thorne einen Kanal auf OnlyFans. Auf dem Webdienst werden hauptsächlich pornografische Inhalte für Kanal-Abonnenten angeboten. Gegenüber der Los Angeles Times sagte sie, sie habe den Kanal zu Recherchezwecken für einen bevorstehenden Film eröffnet. Sie wolle so besser nachvollziehen können, welche Erfahrungen Personen, die erotische Inhalte produzieren, auf der Plattform machen. Innerhalb von 24 Stunden verdiente Thorne mit ihren Inhalten mehr als eine Million Euro. Damit brach sie den bisherigen Rekord dieser Seite. Ihre Ankündigung, den Abonnenten für jeweils weitere 200 $ ein „sexy Foto“ zuzusenden, führte zu einem zweiten Rekord. Sie nahm innerhalb einer Woche mehr als zwei Millionen Euro ein. Da das Foto Thorne allerdings nicht wie angekündigt vollkommen nackt zeigte, verlangten viele Abonnenten ihr Geld zurück. Kurz nach diesem Vorfall änderte OnlyFans die Regeln zur Auszahlung von Geldern an Inhaltsproduzenten: Diese erhielten von nun an ihr Geld nicht mehr innerhalb von 7, sondern von 30 Tagen. Zudem führte OnlyFans Obergrenzen für die Preise personalisierter Inhalte sowie die Trinkgelder, die Nutzer geben können, ein. Danach kursierte die Theorie, das Unternehmen habe dies getan, da die Auszahlung des von Thorne verdienten Geldes sowie die zahlreichen Rückforderungen die Liquidität des Unternehmens gefährdet hätten.
Thornes Umgang mit der Plattform verärgerte viele der Menschen, die auf OnlyFans Sexarbeit verrichten. Da Thorne das von ihr verdiente Geld dazu nutzen wollte, in ihre eigene Produktionsfirma und Charity zu investieren, wurde ihr vorgeworfen, sie beute die durch Sexarbeiter mühsam über Jahre etablierten Strukturen aus, ohne etwas zurückzugeben. Außerdem habe sich die Situation für Sexarbeiter aufgrund der neuen Regelungen sogar verschlechtert. Sexarbeiter kritisierten zudem, dass Thorne ihre Präsenz auf OnlyFans lediglich als Experiment sehe, sie jedoch aufgrund ihres privilegierten Status als Prominente gar nicht dieselben Erfahrungen auf der Plattform machen könne wie eher unbekannte Models. Thorne entschuldigte sich für ihr Verhalten und gab an, sie habe lediglich zur Normalisierung von Sexarbeit beitragen und für mehr Kundenverkehr auf OnlyFans sorgen wollen.

## Filmografie (Auswahl)
- 2003: Unzertrennlich (Stuck on You)
- 2006: Entourage (Fernsehserie, Episode 3x10)
- 2007: Blind Ambition
- 2007: O.C., California (The O.C., Fernsehserie, Episode 4x13)
- 2007: Craw Lake (Kurzfilm)
- 2007–2008: Dirty Sexy Money (Fernsehserie, 4 Episoden)
- 2008: October Road (Fernsehserie, Episode 2x11)
- 2008: My Own Worst Enemy (Fernsehserie, 6 Episoden)
- 2009: Little Monk (Webserie, 10 Episoden)
- 2009: Forget me not – Vergessen ist tödlich (Forget Me Not)
- 2010: One Wish
- 2010: Raspberry Magic
- 2010: Die Zauberer vom Waverly Place (Wizards of Waverly Place, Fernsehserie, Episode 3x20)
- 2010: Big Love (Fernsehserie, 5 Episoden)
- 2010–2013: Shake It Up – Tanzen ist alles (Shake It Up, Fernsehserie, 78 Episoden)
- 2011: Meine Schwester Charlie (Good Luck Charlie, Fernsehserie, Episode 2x13)
- 2012: Beste FReinde (Frenemies, Fernsehfilm)
- 2014: Urlaubsreif (Blended)
- 2014: R.L. Stine’s – Darf ich vorstellen – Meine Geisterfreundin (Mostly Ghostly: Have You Met My Ghoulfriend?)
- 2014: Die Coopers – Schlimmer geht immer (Alexander and the Terrible, Horrible, No Good, Very Bad Day)
- 2014: CSI: Vegas (CSI: Crime Scene Investigation, Fernsehserie, Episode 15x04)
- 2014: Red Band Society (Fernsehserie, 2 Episoden)
- 2015: DUFF – Hast du keine, bist du eine (The Duff)
- 2015: K.C. Undercover (Fernsehserie, Episode 1x09)
- 2015: Perfect High (Fernsehfilm)
- 2015: Scream (Fernsehserie, 3 Episoden)
- 2015: Alvin und die Chipmunks: Road Chip (Alvin and the Chipmunks: The Road Chip)
- 2016: Shovel Buddies
- 2016: Ratchet & Clank (Stimme von Cora)
- 2016: Boo! A Madea Halloween
- 2017: You Get Me
- 2017: Amityville: The Awakening
- 2017: The Babysitter
- 2017: Keep Watching
- 2017–2018: Famous in Love (Fernsehserie, 20 Episoden)
- 2018: Midnight Sun – Alles für Dich (Midnight Sun)
- 2018: Assassination Nation
- 2018: The Death and Life of John F. Donovan
- 2018: I Still See You – Sie lassen dich nicht ruhen (I Still See You)
- 2019: Tales (Fernsehserie, Episode 2x06)
- 2019: Speechless (Fernsehserie, Episode 3x19)
- 2019: Her & Him (Regie) für Pornhub
- 2020: The Masked Singer (Fernsehsendung, 2 Episoden)
- 2020: The Babysitter: Killer Queen
- 2020: Infamous
- 2020: Girl
- 2020: Chick Fight
- 2021: Paradise City (Fernsehserie, 8 Episoden)
- 2021: Masquerade
- 2021: Habit
- 2021: Time Is Up
- 2022: Measure of Revenge
- 2022: American Horror Stories (Fernsehserie, Episode 2x03)
- 2022: Time Is Up 2 (Game of Love)
- 2023: Divinity
- 2023: Paint Her Red
- 2023: Rumble Through the Dark
- 2024: Fall Risk (Kurzfilm)
- 2024: Saint Clare
- 2024: The Trainer
- 2025: Find Your Friends

## Diskografie
Singles
- 2011: Watch Me (mit Zendaya)
- 2011: Bubblegum Boy (mit Pia Mia Perez)
- 2012: Fashion Is My Kryptonite (mit Zendaya)
- 2013: Contagious Love (mit Zendaya)
- 2013: TTYLXOX
- 2014: Call it Whatever
- 2017: Just Call (Prince Fox feat. Bella Thorne)
- 2017: Salad Dressing (Borgore feat. Bella Thorne)
- 2021: Shake it (mit Snoop Dogg)

## Auszeichnungen und Nominierungen
| Tabellarische Übersicht der Auszeichnungen und Nominierungen | Tabellarische Übersicht der Auszeichnungen und Nominierungen | Tabellarische Übersicht der Auszeichnungen und Nominierungen | Tabellarische Übersicht der Auszeichnungen und Nominierungen                                                                                          | Tabellarische Übersicht der Auszeichnungen und Nominierungen |
| Jahr                                                         | Auszeichnung                                                 | Für                                                          | Kategorie | Resultat                                                     |
| ------------------------------------------------------------ | ------------------------------------------------------------ | ------------------------------------------------------------ | --- | ------------------------------------------------------------ |
| 2008                                                         | Young Artist Award                                           | O.C., California                                             | Beste Gastdarstellerin in einer Fernsehserie | Nominiert                                                    |
| 2009                                                         | Young Artist Award                                           | October Road                                                 | Beste Gastdarstellerin in einer Fernsehserie | Nominiert                                                    |
| 2009                                                         | Young Artist Award                                           | My Own Worst Enemy                                           | Beste Nebendarstellerin in einer Fernsehserie (Comedy oder Drama)                                                                                     | Gewonnen                                                     |
| 2010                                                         | Young Artist Award                                           | Mental                                                       | Beste Gastdarstellerin in einer Fernsehserie | Nominiert                                                    |
| 2011                                                         | Young Artist Award                                           | Shake It Up – Tanzen ist alles                               | Beste Hauptdarstellerin in einer Fernsehserie (Comedy oder Drama)                                                                                     | Gewonnen                                                     |
| 2011                                                         | J-14’s Teen Icon Awards                                      | Shake It Up – Tanzen ist alles                               | Icon of Tomorrow | Nominiert                                                    |
| 2011                                                         | Imagen Awards                                                | Shake It Up – Tanzen ist alles                               | Best Young Actress – Television | Nominiert                                                    |
| 2012                                                         | Young Artist Award                                           | Shake It Up – Tanzen ist alles                               | Beste Hauptdarstellerin in einer Fernsehserie (Comedy oder Drama)                                                                                     | Nominiert                                                    |
| 2012                                                         | Young Artist Award                                           | Shake It Up – Tanzen ist alles                               | Herausragende Besetzung in einer Fernsehserie (zusammen mit Zendaya, Davis Cleveland, Roshon Fegan, Adam Irigoyen, Kenton Duty und Caroline Sunshine) | Nominiert                                                    |